# Torgau (Adelsgeschlecht)
Die Herren von Torgau waren im 13. Jahrhundert ein Brandenburger Ministerialengeschlecht mit überregionaler Bedeutung.
Sie traten in der Geschichte als Landvögte, Vögte, Vertraute der Könige und Fürsten, Zeugen, Bürgen, Grund- und Lehnsherren des 13. bis 15. Jahrhunderts auf. Die von Torgau wurden in Urkunden auch Turgov(a), Thorgowe oder Turkow geschrieben.

## Geschichte
Um 1204 ist Friedrich Udo der erste, der den Namen nach der Stadt Torgau an der Elbe führt. Ein Friedrich von Torgau wird 1217 erwähnt. Friedrich wird 1226 dann unter den Bischöfen von Merseburg genannt. Ihm folgt Withego (Witigo) von Torgau, dieser hatte bis 1256 drei Söhne. Nach 1256 wurden ihm noch zwei Söhne geboren (siehe Tabelle). Die fünf Söhne Withegos erreichten bedeutende gesellschaftliche Stellungen, Ämter in der Kirche und an Kaiser-, Königs- und Fürstenhöfen. Die Stützung der Hegemonialmacht Karl IV. spiegelt sich in dem Handeln seiner Vertrauten  wider. So besaßen die von Torgau in der Zeit, als Karl IV. seinen Sitz 1373 bis 1378 an die Elbe nach Tangermünde verlegte, um dort mehr Einfluss zu gewinnen, mehrere Ortschaften in strategischer Lage in der Umgebung ihres Kaisers.
| Vater  | Söhne                                   | Nachkommen, Bemerkungen | Nachfolgende Generation |
| ------ | --------------------------------------- | --- | --- |
|        | Bodo (Botho), vor 1256 geboren          | 1307 Kloster Dobrilugk, 1349–1368 Beeskow, 1350 Schiedsrichter gegen den falschen Waldemar; † 1355 in Zossen                                                                        | 1350 Bodo, Bernhard, Theodor und Friedrich von Torgau erwähnt, Friedrich 1355 Zossen, Güter bei Schilda, Frauenwalde bei Eilenburg. 1368 Botho (und Dietrich) verlegt einen Jahrmarkt                                                                                         |
|        | Friedrich I., vor 1256 geboren          | 1268 als Weihbischof in Naumburg aktiv, er starb am 11. August 1283 als Domherr von Merseburg                                                                                       | |
| Witigo | Dietrich (Thiedrich), nach 1256 geboren | 1286 Verkauf Münchhausen bei Finsterwalde, 1295 Herr auf Zossen, Beeskow zu Spandau, tritt mit seinem Sohn Friedrich in Nürnberg 1298 auf dem Reichstag als Bürge auf, 1307 erwähnt | 1372 ist Dietrich Herr zu Beeskow |
|        | Heinrich, nach 1256 geboren             | gründet die böhmische Adelslinie | Pothos von Turgau, Herr auf Gradlitz, Arnau, Hof und Trautenau (1316), Botho von Turgow Pfandbesitz der Burg Arnau 1348 und der Herr auf Bechin, Hensil v. T. verkauft Hostin Hradec 1384, Bodo v. T. Herr auf Arnau Landtag in Prag 1394, Heinrich v. T. Herr auf Arnau 1423 |
|        | Witigo, vor 1256 geboren                | ein Domherr von Merseburg | |

Die Herren von Torgau waren im 14. Jahrhundert in Sachsen und in Böhmen an der Elbe präsent. Ein Vorwerk Graditz findet als ein Ort bei Torgau im Jahr 1004 urkundliche Erwähnung. 1253 erhob Reinhard von Kottwitz Anspruch auf das Gut Graditz. 1256 verkauften Bodo, Friedrich, Dietrich, Heinrich und Witego von Torgau eine Insel bei Graditz in Sachsen an die Mönche des Klosters Dobrilugk. Eine böhmische Burg namens Hostin Hradecz, die den von Torgau zugeschrieben wird, liegt den Quellen nach bei Arnau a.d. Elbe in Böhmen. 1316 bekam Potho von Turgow vom König Johann die böhmischen Hostin Hradecz (Veste Gradiß (Graditz)), die Stadt Arnau und das Städtchen Hof zum Lehen. Die Beziehungen der Vasallen-Familien des Karl IV. von Torgau und von Kottwitz setzen sich mit der Doppelung von Ortschaftsnamen nach 1300 fort. Wie die Ortsnamen durch das sächsische Arnsnesta, das Vorwerk Graditz und in Böhmen mit der Burg Graditz (Gradiß), der Stadt Arnau (Hostinné) und dem benachbarten Dorf Kottwitz (Chotěvice) zeigen.
- Sächsisch-Lausitzer Linie

Eine andere Linie setzt sich aus den Grafen von Torgau und Burggrafen Purchart zu Magdeburg fort. Botho von Turgau (Turgow) und Dietrich sollen Söhne des Markgrafen zu Magdeburg sein. Ein Botho von Torgau, der 1351 starb, war auch Vogt von Bautzen und Görlitz, Landvogt der Oberlausitz. Die Orte Strehla, Dalen, Nerka gehören 1383 Luthold, dem Herrn von Torgau.
- Böhmische Linie

Die Herren von Torgau besaßen die böhmische Stadt Arnau und die Ortschaft Kottwitz an der oberen Elbe und eine Grenzburg an der Schwarzen Elster in folgenden Jahren:
- 1316–1350 Bodo von Torgau (1348 Pfandbesitz der Burg Arnau Botho von Turgow)
- 1348(erwähnt) Bodo von Torgau, Herr zu Arnsnesta[2]
- 1350–1377 Burghard von Magdeburg
- 1383–1388 Hensil von Torgau
- 1388–1400 Wilhelm Edler von Torgau
- 1400–1415 Johann von Torgau der Jüngere (die v. Torgau sollen in Arnau noch bis 1458 Stadtrechte besessen haben)
- 1415–1437 Hinke, Jan (Johann) und Alexander Krussina von Lichtenberg (auch Leuchtenberg gen.)

## Grundherrschaften und Lehnsgüter
Ihre Städte und Dörfer waren Arnau und Kottwitz an der oberen Elbe in Böhmen, Trebbin und Wittstock in der Alt- und Mittelmark, Arnsnesta im Kurkreis an der Schwarzen Elster, Böhlen bei Dahlen, Lichtenau bei Doberlug, Reichenbach bei Saida, Graditz und Sitzenroda bei Torgau.

## Familienmitglieder in Regesten und Urkunden
- 1256 Bodo, Friedrich, Dietrich, Heinrich und Witego von Torgau verkaufen eine Insel bei Graditz an die Mönche des Klosters Dobrilugk für 20 Mark (26. Nov.1256), 1253 erhob Reinhard von Kottwitz Anspruch auf das Gut Graditz. (Die Beziehung  der Familie von Torgau und von Kottwitz setzt sich im böhm. Arnau und dem Dorf Kottwitz nach 1300 fort.)[4]
- 1284 Dominus Bodo de Turgow, Stift Meißen (1. Juni 1284)
- 1295 Ritter Dietrich von Torgau war am Hofe der Brandenburger Fürsten, d. h. zu Spandau (10. September 1295)
- 1297 Die Herrn von Turgau bauten in Zossen ein festes Schloss[5]
- 1298 bis 1350 Dietrich und Bodo von Torgau sitzen durchgängig auf dem Turmhügel Arnsnesta[6]
- 1302 Theodericus miles de Torgowe dictus de Arnsneste
- 1305 Andreas von Torgau, Hauptmann von Glatz (Andris von Turkaw, heptman von Glocz)
- 1316 König Johann versetzt Königinhof in Böhmen an Potho von Turgau für 300 Mark Groschen mit der Verpflichtung ihm bei Not mit zwei Festungen zu dienen (1316. Jan.10)
- 1318 Richard von Torgau mit den falschen Waldemar vor Kamenz (12. Juli 1318)
- 1318 Botho von Torgau erwirbt den Oelser Sprengel bei Arnau, (Der Sprengel Provincia Olesnich wurde 1241 erwähnt)
- 1349 Bodo und Friedrich von Torgau, Herren zu Zossen
- 1346 bis 1350 Bodo von Torgau (?–1373) ist Landvogt der Oberlausitz und Landvogt von Bautzen

Der südliche Teil der Oberlausitz wird 1346 böhmisch, die Lausitz kommt 1364 an die böhmische Krone Kaiser Karl IV., Schweidnitz und Jauer folgen dann um 1370. (siehe Einzelhinweis 1)
- 1348 Potho von Thurgow, Herr zu Arnau und Potho von Turgau, Herr auf Bechin (21. Dezember 1348) Zeuge in Sommerberg bei Landgraf Friedrich von Thüringen und ist Begleiter von König Karl IV.
- 1349 / 1350 Botho von Turgow Herr zcu dem Arnsneste an der Schwarzen Elster
- 1355 Die Herrn von Turgau werden vom Kaiser mit der Stadt Zossen belehnt[5]
- 1383 Hensil von Turgow und sein Sohn Wilhelm verkaufen den Arnauer Bürgern eine Hube Zins. (Sein Bruder hieß Bodo von Torgau)
- 1394 Bodo von Torgau (Pota von Turgow) erschien auf dem Landtag in Prag als Besitzer von Arnau[7]
- 1400 Hensil von Turgow, Verkaufsurkunde einer Burg vermutlich Hostin Hradec, deren Besitzer sie waren
- 1423 Heinrich von Turgau, vormaliger Herr auf Graditz und Arnau, verlor unter anderen Baronen die Schlacht gegen die Hussiten bei Hořice im April und am 4. August 1423 bei Koniggrätz. Hiernach kommt der Name von Torgau in Arnau nicht mehr vor. Sie sollen gleich so vielen anderen edlen Geschlechtern wegen des noch fortwährenden Religionskrieges ins Ausland gezogen sein.
- 1469 Mit Boto von Torgaus Sohn Hanns stirbt um 1469 der Adel von Torgau aus.

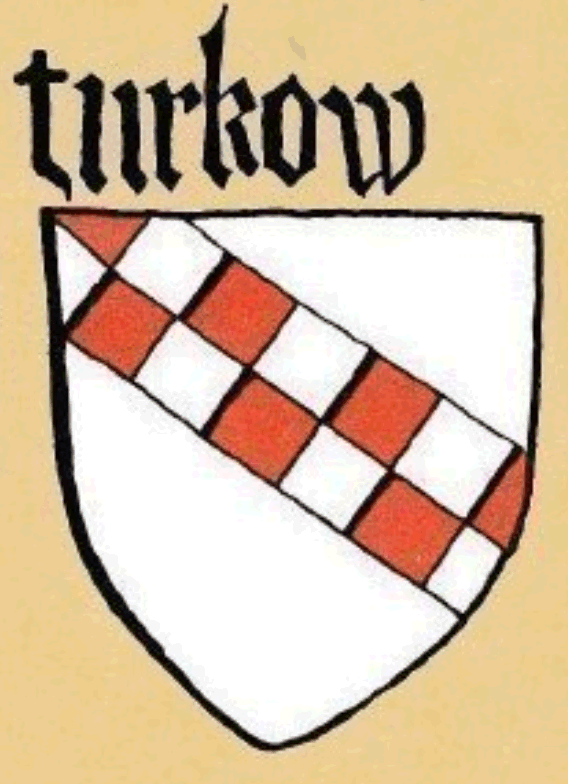
Torgau (turkow) im Wappenfries des Wappensaals der Stadt Lauf

## Wappen
Das Wappen zeigt einen in zwei Reihen rot-weiß geschachten Schrägrechtsbalken. Auf dem Helm mit Helmdecken unbekannter Tingierung ein dreiteiliger Pfauenwedel.
Das Wappen ist im Wappenfries des Wappensaals der Stadt Lauf in der Schreibweise „turkow“ mit dem Schrägrechtsbalken in rot-silber geschacht abgebildet. Ein von-Torgau-Wappen ist auch im Museum von Arnau ausgestellt.